# Ярославська-Столярчук Дарія
Ярославська-Столярчук Дарія (уроджена Бородайкевич; 25 квітня 1905, Станіслав — 13 січня 1982) — українська письменниця і журналістка.

## Життєпис
Народилася в Станіславі в сім'ї священика.
З 1950 у США.
Авторка повістей і романів:. «Полин під ногами» (1938, 2 вид. 1943), «Поміж берегами» [Архівовано 4 березня 2016 у Wayback Machine.] (1953), «В обіймах Мельпомени» [Архівовано 5 грудня 2020 у Wayback Machine.] (1954), повість «Її Нью-Йорк» (1959), трилогія «Повінь»: «На крутій дорозі» (1964), «Острів Ді-Пі» (1969), «Під чужі зорі» (1971), «Папороть не цвіте» [Архівовано 4 березня 2016 у Wayback Machine.] (1976).
Крім того, нариси й новели, статті на мовні теми («українська мова і книжка»).
Окрема частка архіву письменниці зберігається у фондах Літературно-меморіального музею Івана Франка Державного історико-культурного заповідника "Нагуєвичі"